# گریتر (فلامینگو)
گریتر که با نام‌های فلامینگو وان و فلامینگو ۱ نیز شناخته می‌شود (درگذشت ۳۰ ژانویه ۲۰۱۴)، قدیمی‌ترین فلامینگوی بزرگ جهان (Phoenicopterus roseus) بود که در باغ‌وحش آدلاید در آدلاید، استرالیا زندگی می‌کرد. حداقل ۸۳ سال سن داشت که از قاهره یا هامبورگ (سوابق وجود نداشت) در ۱۹۳۳، ۱۹۳۰، ۱۹۲۵ یا ۱۹۱۹ (تاریخ آخرین واردات چهار فلامینگوی بزرگتر به آدلاید) به باغ‌وحش رسیده بود. که در آن زمان از پیش یک بالغ کامل بود. جنسیت گریتر هرگز مشخص نشد.
در ۲۹ اکتبر ۲۰۰۸، گریتر توسط چهار نوجوان مورد حمله قرار گرفت و مورد ضرب و شتم قرار گرفت. پرنده تقریباً نابینا به شدت مجروح شد، اما به زودی بهبود یافت. مهاجمان آن دستگیر شدند و در ابتدا به بدرفتاری با یک جانور متهم شدند. با این حال، همه اتهام‌ها بعداً لغو شد و هیچ‌کس تحت پیگرد قرار نگرفت.
در آوریل ۲۰۱۳، پرسنل باغ وحش متوجه شدند که گریتر نشان دادن علائم آرتریت را آغاز کرده است، که سعی کردند آن را با دارو درمان کنند. با این حال، در اواخر ژانویه ۲۰۱۴، وضعیت سلامتی گریتر بیش از این بدتر شد و تصمیم به مرگ گریتر گرفته شد. در زمان مرگ، گریتر تنها فلامینگوی بزرگ در اسارت در استرالیا بود. در استرالیا یادبود فلامینگو وجود دارد.
پیامد آن بقایای گریتر به موزه استرالیای جنوبی اهدا شد تا تاکسیدرمی شود. با این حال، به دلیل چالش‌های فنی حفظ ویژگی‌های فیزیکی چنین فلامینگوی قدیمی، و کمبود پرندگان فلامینگومانند کافی برای تمرین تکنیک‌های جدید، این امر برای چندین سال محقق نشد. گریتر سرانجام در سال ۲۰۲۱ در کنار بقایای «شیلی»، قدیمی‌ترین فلامینگوی شیلیایی ثبت‌شده، که بیش از سی سال در کنار گریتر در باغ وحش آدلاید زندگی کرده بود، در موزه به نمایش گذاشته شد.